# Frază
În lingvistica română, în domeniul sintaxei, termenul frază denumește o entitate sintactică ce unește cel puțin două propoziții independente și stabilește între ele un raport de coordonare sau de subordonare. În lingvistica franceză îi corespunde termenul phrase complexe, termenul phrase (simple) corespunzând termenului românesc „propoziție”. În lingvistica de limbă engleză îi corespund doi termeni: compound sentence „frază cu propoziții coordonate” și complex sentence „frază cu cel puțin o propoziție subordonată”. Termenul phrase din lingvistica anglofonă corespunde termenului românesc „sintagmă”.
Într-o ierarhie a entităților sintactice (sintagmă, propoziție, frază), fraza este cea mai extinsă. Se caracterizează prin autonomie sintactică și de comunicare, spre deosebire de sintagmă și de propoziția subordonată.

## Specii de fraze
După tipurile de relații sintactice care se stabilesc între propozițiile componente, există trei specii de fraze: formate prin coordonare, formate prin subordonare și mixte, acestea din urmă cu relații de ambele feluri.

### Fraze formate prin coordonare
În acest tip de frază sunt cel puțin două propoziții sintactic legate, dar fără ca una să fie dependentă de cealaltă, numite „propoziții principale coordonate”.
Într-o asemenea frază, fuziunea propozițiilor unite nu este completă. De exemplu, propozițiile fr  Pierre se plaint „Pierre se plânge” și Jeanne est absente „Jeanne lipsește”, pot alcătui fraza prin coordonare Jeanne est absente et Pierre se plaint „Jeanne lipsește și Pierre se plânge”.
Raporturile de coordonare sunt de mai multe feluri, dintre care majoritatea gramaticienilor rețin patru: copulativ, disjunctiv, adversativ și conclusiv. Propozițiile coordonate prin oricare raport sunt legate între ele cel mai frecvent prin joncțiune realizată de conjuncții coordonatoare, ex. Învață, iar spre seară, se plimbă. Mai rar, mai ales cele coordonate copulativ pot fi și juxtapuse: Copilul e cuminte, învață bine, scrie poezii.

### Fraze formate prin subordonare
Fraza de acest tip este formată din cel puțin două propoziții, dintre care una este numită „principală regentă” sau simplu „regentă”, iar cealaltă este subordonată, numită și secundară sau dependentă, fiind o expansiune a unei componente a regentei, ex. Știe că s-a greșit.
În cazul frazei prin subordonare este vorba de fuziunea completă a propozițiilor independente unite, ex. fr  Jeanne est absente + Pierre se plaint → Pierre se plaint que Jeanne soit absente „Pierre se plânge că Jeanne lipsește”. Propoziția subordonată are aici funcția sintactică de complement, precum o sintagmă nominală corespunzătoare în propoziția Pierre se plaint de l’absence de Jeanne „Pierre se plânge de absența Jeanne-ei”.
Pentru unii lingviști sunt propoziții subordonate și unele în care se consideră predicat un verb la un mod nepersonal, dacă are subiect diferit de cel al regentei. Exemple în franceză:
- cu verb la infinitiv: Je vois sortir ma voisine „O văd pe vecina mea ieșind (= care iese)”;
- cu verb la participiu: Le soir venu, nous rentrâmes „Când s-a lăsat seara, ne-am întors (acasă/în casă)” (literal „Seara venită, am reintrat”).

Verbul poate chiar să lipsească, de exemplu:
L’ennemi dehors, nous respirâmes „Dușmanul fiind scos afară, am răsuflat ușurați” (lit. „Dușmanul afară,…”) (propoziție numită „absolută”);
Quoique malade, Lucie a voulu nous accompagner „Deși bolnavă, Lucie a vrut să vină cu noi”.
Uneori, propoziția subordonată are un element corelativ în regentă. În română, de exemplu, fraza A mâncat de m-a speriat poate cuprinde facultativ un corelativ: A mâncat atât de mult, de m-a speriat. Într-o limbă ca maghiara, corelativele sunt mai frecvente și deseori obligatorii, inclusiv în cazuri când în frazele românești corespunzătoare nu sunt posibile, ex. Azt csinálok, amit akarok „Fac ce vreau” (literal „Aceea fac, ce vreau”).
Există mai multe tipuri de propoziții subordonate după funcția lor sintactică, numărul celor care sunt delimitate ca atare fiind diferit de la o gramatică la alta.

### Fraze mixte
În asemenea fraze apar raporturi și de coordonare, și de subordonare, ex. Știe1| că s-a greșit2| și că nu se poate corecta3| (regenta, 1, subordonează propozițiile 2 și 3, care sunt coordonate între ele). Organizarea lor poate fi simplă sau complexă, predominând coordonarea sau subordonarea, cu puține sau multe niveluri de subordonare, cu o topică sintactic normală a subordonatelor sau, dimpotrivă, cu inversiuni și intercalări, în funcție de varianta orală sau scrisă a limbii, de registrul de limbă folosit și de situația de comunicare.
Topica propozițiilor depinde de mai mulți factori, inclusiv de limba în cauză. În română, de cele mai multe ori, propoziția subordonată se plasează după regenta ei, aproape totdeauna în cazul unor tipuri de subordonate, precum cea consecutivă, ex. A mâncat de m-a speriat. La alte tipuri de subordonate, topica poate fi inversată, mai ales cu intenția de a le scoate în evidență, ex. Când îl chem, vine (propoziție circumstanțială de timp). Propoziția atributivă este deseori intercalată în regenta ei, fiind direct subordonată unei părți de vorbire nominale și de regulă plasată imediat după ea, ex. Scrisoarea pe care am primit-o m-a alarmat.
Poate fi vorba și de un grup de propoziții, numit „frază intercalată”, plasat între componentele unei propoziții dintr-o frază mai extinsă, ex. Firește1| că,2| oricât s-ar fi străduit3| să-l convingă,4| totul ar fi fost zadarnic2|.

## Propoziții incidente
Propoziția incidentă face parte dintr-o frază, dar nu este legată sintactic de ea. Reprezintă o comunicare marginală, vorbitorul respectiv este diferit de cel al restului (de exemplu povestitorul față de un personaj), sau este același, introducând un element de adresare, de atitudine, de explicație etc. Exemple: Întâmplarea sau – dacă vrei – norocul m-a adus aici, Ți-am adus ziarul, zise el, ca să citești și tu, E bolnav de două zile (cel puțin așa declară familia) și nu poate veni. Propozițiile incidente sunt marcate în vorbire prin pauze și schimbarea intonației, iar în scris prin linii de pauză, virgule sau paranteze.